# Malagodi (famiglia)
Malagodi chiamata originariamente Malagola, fu un'antica famiglia la cui presenza è attestata a Cento (Ferrara) dal XVI secolo, come annotato nei blasonari locali del Bagni e del Monteforti e ascritta al nobile Consiglio di Cento nel 1760. La tradizione familiare e studi recenti avvalorano l'ipotesi che trattasi di uno di quei rami dei Malagola di Modena citati da Giovan Battista di Crollalanza.
La famiglia è nota per aver dato i natali a due generazioni di politici italiani con Olindo, Senatore del Regno e il figlio Giovanni, che fra gli altri incarichi istituzionali ricoprì quello di Presidente del Senato della Repubblica.

## Storia
A Cento, benché forestiera, risultò di posizione agiata fin dal principio; i suoi membri furono generalmente ricchi possidenti, molti fin dal XVII secolo risultano studenti dell'Università di Bologna, altri dediti alle leggi, alle arti, alle lettere, alla politica, alle scienze e alla religione.
Come detto, la tradizione familiare vuole i Malagodi giunti a Cento da Modena intorno alla metà del XVI secolo come ricorda anche Giovanni Malagodi nell'introduzione di una raccolta di testi del padre Olindo; questa tesi è avvalorata dal documento più antico rinvenuto, il registro che riporta il battesimo di Caterina figlia di Bigo, battezzata il 7 gennaio 1554. Negli elenchi dei battesimi della chiesa di San Biagio di Cento, accuratamente copiati negli scritti di Francesco Antonio Bagni (1657-1721), conservati presso l'Archivio Storico Comunale di Cento risulta che poi, oltre a Bigo anche altri uomini adulti ebbero dei figli in quel periodo, inoltre, è registrata la nascita di circa cento persone con il cognome Malagodi dal 1554 al 1704.
La condizione sociale ed economica della famiglia era elevata, membri della famiglia risultano frequentare gli studi universitari fin dall'antichità. Abbiamo così per esempio i seguenti Malagodius o Malagodus o de Malagodiis di Cento:
- Gregorius, laurea in utroque censura a Bologna ottenuta il 22 luglio 1660
- Andreas, ricordato come “perillustris” immatricolato in filosofia l'8 maggio 1673 a Bologna; laurea in utroque iure il 14 maggio 1678 a Bologna
- Ioseph, immatricolato, in umane lettere il 7 novembre 1680
- Gregorius, immatricolato in filosofia l'8 gennaio 1726, soggiorna a Bologna sino al 1733; laurea in utroque iure a Cesena il 7 settembre 1734
- Francesco, immatricolato in medicina il 15 gennaio 1771

Nella ripartizioni delle terre della Partecipanza agraria di Cento i Malagodi non figurano mai fra gli appartenenti alle originarie famiglie centesi che a questa diedero corpo, risultavano invece tra gli estromessi dalle divisioni, i cosiddetti Fumanti (coloro che non erano originari del luogo, spesso benestanti) che costrinsero però gran parte dei partecipanti a migrare verso le zone di bonifica. Come possidenti sono ricordati i seguenti:
- Pietro, fumante, nel 1752
- Andrea , fumante, nel 1752
- Antonio, fumante, nel 1752
- Clemente, fumante, nel 1752
- Simone, fumante, nel 1752
- Clemente, censito catasto rurale nel 1752,
- Sebastiano, capostipite, nato a Dosso, abitante nel territorio della Parrocchia dei Santi Sebastiano e Rocco, nel 1847,
- Giovanni fu Giuseppe, operatore in Canapa, nel 1869.

Nei secoli successivi la famiglia appare comunque ben radicata a Cento, radicamento che viene sancito con l'aggregazione fra le consolari del 1760.
I maggiori rami attualmente esistenti della famiglia sono registrati nella XXXII^ edizione dell'Annuario della nobiltà italiana.

## Storia antica
Ipotesi accettate sulle origini della famiglia individuano i Malagodi di Cento (anticamente chiamati Malagola) originati da un ramo dei Malagola di Modena. Oltre alle dinamiche cognominali, anche l'analisi sull'araldica dei diversi rami del casato Malagola/Malagoli ha fatto rilevare significativi elementi di similitudine che avvalorano tale tesi; gli stemmi, generalmente degli "spaccati" contengono sempre gli stessi elementi, in particolare una testa crinita e barbuta di biondo che in alcuni rami emiliani dei Malagola (Ferrara e Castellararo) diviene di moro, proprio come nello stemma Malagodi.
Il capostipite della casa viene citato dal padre della storiografia italiana, Ludovico Antonio Muratori (1652-1750), che registrò la presenza di Pietro Malagola di Modena, ad un'importante assemblea tenutasi in quella città dai Rettori della Lega Lombarda nel 1173 per avversare il Barbarossa. Il dato storico attribuito al Muratori, è rilevabile anche dagli autorevoli testi di Giambattista di Crollalanza e di Vittorio Spreti.
Un discendente di Pietro, Zanne, morto prima del 1299 è il capostipite di quei rami della famiglia, di parte guelfa, che nei secoli XIII e XIV si allontanarono da Modena a causa delle frequenti e logoranti lotte intestine tra le fazioni, per stabilirsi nei vasti possedimenti che avevano nel Modenese.
Sul finire del XV secolo alcuni rami dei Malagola discesi dal capostipite Pietro tornarono a Modena ripristinando gli antichi fasti grazie al commercio e al notariato. Dal XVI al XVII secolo una graduale modifica del cognome va a distinguere famiglie che si chiameranno anche Malagoli e Malagodi, posto che in molti casi verrà utilizzata in maniera indifferenziata una delle tre forme. Un ramo deriva da Cristoforo e Giampaolo provenienti da Albareto (PR) che furono fatti cittadini di Modena nel 1472. Cristoforo ebbe un figlio, Antonio che a sua volta fu padre di Zanetto detto il Magnifico, valoroso condottiero che, col suo parente Giambattista Seghizzo -maggiordomo della Regina di Francia Caterina de Medici- si recò alla corte francese e vi ottenne la nobiltà. Geminiano, figlio di Zanetto, all'incirca nel 1538 trasferì la sua famiglia da Modena a Ravenna e vi ebbe diversi figli tra i quali Giovanni e Biagio, dal primo discese un ramo che si estinse nella seconda metà del XVII secolo, dal secondo discendono i rami che arriveranno fino ai giorni nostri. Pur accogliendo queste ipotesi, risulta per ora impossibile stabilire se i Malagodi centesi derivino da uno dei rami che lasciò Modena nei secoli XIII e XIV oppure da uno di quelli che vi rifiorì nel XV secolo.
L'appartenenza dei Malagodi alla famiglia chiamata anticamente Malagola è comunque documentata e accreditata da molteplici testi e diversi studiosi. Il Monteforti riporta, in testa all'illustrazione dello stemma, la dicitura “Malagola o Malagodi”. Nel blasonario del Bagni, sotto la dicitura “Malagóla” e scritto: “Questa famiglia detta ancora Malagodi…”. Giambattista di Crollalanza riferisce: “Molti rami della famiglia Malagola o Malagoli (come si chiamarono dopo il secolo XVI) si trovano in Modena senza interruzione dal 1472 in poi…”. Quest'ultimo dato può considerarsi integrato dalle ricerche dello studioso contemporaneo Fabrizio Ferri Personali presso gli archivi storici modenesi ove ha potuto constatare come in riferimento ai rami citati dal Crollalanza fosse invalsa anche la forma Malagodi registrando ciò nella sua opera sulle famiglie dei domini estensi. Ancora, nel 1893 Antonio Orsini ricorda come cognome usato dai Malagodi centesi anche la forma Malagoli.
La variabilità delle forme cognominali nel passato ha peraltro prodotto probabilmente un cambiamento di denominazione in altri rami della famiglia; è possibile rintracciare altre forme dovute a vari fattori, primo fra cui l'imprecisione con cui venivano registrati i nascituri abbiamo così Malaguzi e Malaguti rilevabili dai registri di battesimo di Dosso (Ferrara) per membri legati chiaramente alla famiglia Malagodi; inoltre è accertato che almeno un'altra modifica è stata apportata trasformando un ramo dei Malagodi in Malagò che, sulla base dei rilievi effettuati nei registri dei Battesimi tenuti a San Biagio a Cento, è probabile discenda da Andrea battezzato il 2 dicembre 1577 figlio di “Malagò da Malagodi e Alessandra”; infatti, anche gli autorevoli testi di Ferruccio Pasini Frassoni e di Angelo M.G. Scorza, che pure riportano dati della famiglia Malagodi, citano ancora i Malagò come un'antica famiglia centese derivata dai Malagodi.

## Esponenti della famiglia
Alcuni esponenti della famiglia furono:
- Guido, dottore in lettere e professore nel XVII secolo[15]
- Don Alfonso, canonico e poeta vivente nel 1620[16][17]
- Don Giacinto, dottore in legge e parroco di San Pietro nel 1650[13][18]
- Gregorio, dottore in legge vivente nel 1680
- Don Andrea, dottore in legge e canonico, principe dell'Accademia del Sole nel 1690, fra i fondatori dell'Accademia dei Rinvigoriti.[5][13][16][17][19][20]
- Clemente, capitano, fu console di Cento nel 1757 assieme a Gaetano Majocchi e ricoprì di nuovo la massima magistratura centese nel 1762 assieme a Giuseppe Bregoli.[21]
- Giuseppe, Alfiere di cavalleria vivente nel 1780[13]
- Don Aproniano, parroco di San Giovanni Evangelista a Veneziano (Bo) nel 1809[22]
- Don Ferdinando, canonico di San Biagio nel 1862[23]
- Tommaso (1826-1894), volontario del Risorgimento, caporale nel battaglione “Basso Reno” alla difesa di Vicenza nel 1848 e sergente nel reggimento “Unione” a difesa della Repubblica Romana (1849); insignito con la Medaglia civica commemorativa della difesa di Vicenza e con la Medaglia ai Benemeriti della Liberazione di Roma 1849-1870[24].
- Ludovico, volontario del Risorgimento, militò nelle forze della Repubblica Romana (1849), nel battaglione “Basso Reno” alla difesa di Vicenza nel 1848 e nel reggimento“Unione” a difesa di Roma nel 1849[23][25]
- Luigi, medico chirurgo a Fano, fu celebre e valente clinico fondò e diresse ”Il Raccoglitore Medico” di Fano, importante rivista Medica. Aggregato all' Accademia dei Rinvigoriti. Sostenitore e promotore della valenza terapeutica degli stabilimenti balneari sull'Adriatico.[26]
- Gaetano (1836-1903), apprezzato artista, scenografo tra l'altro del teatro comunale di Bologna[23]
- Giuseppe (1890-1968), stimato pittore
- Giuseppe (1894-1945), martire della Libertà, deceduto nel campo di concentramento di Mauthausen-Gusen. Volontario nella Prima guerra mondiale, Croce al merito di guerra.
- Francesco (1895-1924), tenente di artiglieria nella Prima guerra mondiale, Croce al merito di guerra.
- Lucia Natalina (1898-1944), fra le prime donne a divenire Dottore in Medicina e Chirurgia.
- Olindo (1870-1934), giornalista, scrittore e uomo politico, direttore de ‘La Tribuna’ tra il 1910 e il 1923. Senatore del Regno d'Italia. Commendatore dell'Ordine della Corona d'Italia, commendatore dell'Ordine di Leopoldo, cavaliere di III classe dell'Ordine del Principe Danilo I
- Armando (1864-1947), insigne medico pediatra, direttore sanitario del Pio luogo degli Esposti di Ferrara ove sperimentò con successo un metodo che permise la riduzione della mortalità degli assistiti dal 37% al 4,28%[27]. Commendatore dell'Ordine della Corona d'Italia, medaglia d'argento di benemerenza dell'Opera nazionale maternità e infanzia.
- Tomaso Gherardo (1902-1977), commendatore dell'Ordine della Corona d'Italia
- Giovanni Francesco (1904 -1991), economista e statista, senatore della Repubblica Italiana, professore universitario e giornalista. Commendatore dell'Ordine al merito della Repubblica italiana.